# Сръбско царство
Сръбско царство (на сръбски: Српско царство или Srpsko carstvo), е мултиетническо средновековно царство на Балканите, което възниква на основата на средновековната сръбска държава на Стефан Неманя (наричана още и Рашка по името на едноименната река) през XIV век и се разпростира в земи, населени със сърби, българи, гърци, албанци и власи (във и от Велика Влахия).
Душановата империя просъществува само 25 години от 1346 до 1371 г. За 10 години, преди да се разпадне фактически в 1356 г. след смъртта на основателя си, е една от най-силните държави на Балканите, една от големите страни в Европа. По време на втория ѝ и последен цар държавата се разпада на различни кралства и феодални владения.

## Полиетнически сръбско-български характер на държавата
Самопровъзгласилият се за цар негов владетел се обявява за владеещ над сърби и гърци и за български владетел.
Характерно е, че неколкократно Стефан Душан се именува и поменава ѝ за български владетел на български земи. Неговите Печки патриарси се титулуват „Отца и оучителя Сръблем и Блъгаром“, а половината от тях са българи по произход. Негова царица, майка и съуправителка на следващия и последен цар е Елена Българска. Сред феодалите, управляващи в царството, са българи, като войводата (по-късно севастократор) Момчил– управител на Нишката област и пр., което дава основание държавата да бъде определяна като „Българо-сръбско царство“.
Българският публицист Кръстьо Мисирков намира Стефан Душан повече за западнобългарски цар, отколкото за рашки (сръбски) , имайки предвид провежданата от него политика, а и деянията му, които разкриват неговите пробългарски настроения:
- бракът му със сестрата на Иван Александър, от който се ражда престолонаследникът Стефан Урош;
- прекрасните му отношения с Иван Александър и липсата на каквито и да е конфликти с Българското царство;
- стремежът му към териториално разширение на юг (аналогичен със Самуиловия) — включване в царството на византийски земи в Тесалия, Епир, Етолия и Акарнания (населени и с българи), достигащи до Ахея;
- игнорирането на сръбските земи и доскорошен център на държавата във вътрешната (толериране и уповаване на българското болярство от южните предели на царството, за сметка на старите рашки жупани) и външна (насоченост на юг [към български предели], за сметка на западната, т.е. към естествено сближение и обединение на сръбските земи) имперска политика;
- персоналното му недолюбване от сръбската и гръцка историография (независимо от политическия и културен възход и достижения на православната Душанова империя), изразяващо се в неканонизирането му за светец от Сръбската православна църква (единственото изключение за Неманичите), в съчетание с анатемосването му от Гръцката православна църква с формален повод – заради включване на Света гора към територията на Душановото царство;
- отношението към Стефан Дечански след Велбъждската битка, заради отказа на баща му да приеме предложението на българското болярство за обединение на двете държави под един скиптър (обосноваван и с наследственото право на първия му братовчед – Иван Стефан [→син на Анна Неда, сестра на баща му Стефан Дечански и негова леля←] над търновския престол), като в обратния случай би се позволило, на него престолонаследника на Стефан Дечански, да наложи българската царска корона (което между другото и прави с българска подкрепа в 1346 г.).

Мисирков характеризира по следния начин Стефан Душан:
| „ | Цар Душан е една твърде интересна личност в българската история, искам да кажа в историята на българския народ и в оная сръбско-българска държава на Немановци. Официално за Византия, Унгария, Венеция, Дубровник, Източното българско царство, той е сръбски отначало крал, а сетне цар! Но фактически той е повече български, сиреч западно-български цар, отколкото сръбски крал. Поне такова е впечатлението от неговата политическа и културна дейност за сръбските му съвременници-властели и особено за духовенството на Пекската патриаршия. Съвременниците му сърби и следующите поколения на сръбската духовна и светска интелигенция са запазили едно явно осъждане на всичката му политическа и културна дейност, която се схваща от тях като измена на националната сръбска кауза за обединение на сръбските земи, за постигане на един империалистически блен от временен характер. Всички правдини и предимства, които получи местната българо-македонска аристокрация от Душановата империя, както и пренасянето на държавния център на етнически българска територия в град Скопие, който е бил след 1018 година резиденция на византийския управител на покорена тогава целокупна България, е увреждало националното чувство на съвременните на Душана патриоти, и е дало подтик след смъртта му те да се отметнат от оная създадена от Душана „сръбска“ империя, в която македонските българи играеха ръководяща роля. | “ |

Символните градове на Душановата държава (просъществувала и след смъртта му – по времето на управление на сина му Стефан Урош), са все центрове, свързани с българската история, а не със сръбската – Призрен (столица), Скопие (коронован за цар) и Сяр (след превземането му прогласява въздигането на държавата в царство). Неколкократно Стефан Душан се именува и поменава и за български владетел на български земи. 

## История
Средновековната сръбска държава достига своя апогей в средата на XIV век, при управлението на крал Стефан Душан, който се провъзгласява за цар в Сяр и е коронясан в Скопие на 16 април 1346 г. за „Цар и самодържец на сърби и гърци“ от произведения, с помощта на търновския патриарх Симеон и охридския архиепископ Николай, печки патриарх Йоаникий II (по произход българин). На събора за крал е провъзгласен Стефан Урош – 10-годишният син на Душан и Елена Българска, който е ѝ престолонаследник. Кралската титла преминава у престолонаследника, а държавният глава е цар.
Стефан Душан въвежда така наречения Душанов законник (1349). Цар Стефан Душан открива нови търговски пътища и подсилва икономиката на страната. Държавата, основана някога от Стефан Неманя, се трансформира в империя и процъфтява, характеризирайки се като една от най-развитите страни и култури в Европа. Някои от най-големите средновековни живописци творят през този период, създавайки изящни произведения на изобразителното изкуство от т.нар. палеологов ренесанс.
Цар Стефан Душан удвоява територията на държавата, превръщайки я в империя, завземайки територии на юг, югоизток и изток за сметка на Византия. Наследен е от сина си Урош, наричан от сръбската историография Слабия, в период, който някои отнасят към залеза на мощта на царството, което изпада във феодална анархия след Черноменската битка.
Това е период, белязан от зараждането на нова опасност – османската държава, която постепенно се разпростира от Мала Азия към Европа, завладявайки византийските територии, а след това и тези на другите балкански държави. Създаването на Душанова Сърбия, което е следствие на изтощителни войни с Византия и разпокъсване на България е една от основните причини за османското завладяване на Балканите и над 500-годишното турско владичеството на Балканите. Унищожаването за 500 години на балканските православни държавности е постлатно от създаването на Душанова Сърбия, което е едно от най-катастрофалните събития за балканските православни народи.
Неспособен да задържи империята, създадена от баща му, Стефан Урош сам не може да отрази претенциите към трона на Симеон Синиша (полубрат на баща му и негов чичо), нито да отбие атаките от външни врагове, за да запази целостта на държавата. Сръбското царство при Стефан Урош номинално съществува, но реално е раздирано от междувластелски и етнически дразги (населението му е съставено от българи, гърци, сърби, албанци, власи и др.) и е разединено на множество полусамостоятелни владения, управлявани от разни властели, някои от които дори и номинално не признават царската власт.
Стефан Урош V умира без мъжки наследник на 4 декември 1371. Тази година се приема от сръбската историография през XIX век за край империята, както и за край на тази средновековна сръбска държавност. Със смъртта на цар Стефан Урош се прекъсва по мъжка линия престолонаследието на династията Неманчи, въпреки че в Тесалия продължава владението на мъжките наследници на Симеон Синиша – Йован Урош и Стефан Урош Дука. Стефан притежава в апанаж град Фарсала и околността му до завземането му от османците.

## Владетели
- Стефан Душан (1346 – 1355)
- Стефан Урош V (1355 – 1371)